# Straße von Cebu
Die Straße von Cebu, auch bekannt unter dem Namen Bohol-Straße, ist eine Meerenge in den Philippinen, die die Inseln Cebu und Bohol trennt.

## Geographie
Die Straße von Cebu umfasst eine Fläche von 3.933 km² und hat eine Küstenlänge von 264,8 km. Die größte Tiefe liegt bei 306 Metern unter dem Meeresspiegel. Sie verbindet den westlichen Teil der Mindanaosee (Boholsee) mit der Camotes-See. Ihre geographische Abgrenzung zu den Teilmeeren der Philippinen wird durch die Linie Dumaguete City zum Nordwestkap der Insel Siquijor, vom Nordostkap der Insel Siquijor zur Insel Panglao und die Linie Minglanilla, auf der Insel Cebu, zur westlichsten Ausdehnung des Danajon-Riffsystems und in einem weiten Bogen zur Gemeinde Loon auf der Insel Bohol definiert. Die Gewässer um das Danjon-Riffsystem werden als ein Peripheriegewässer der Camotes-See definiert. Vor der Südostküste der Insel Cebu liegt Sumilon Island.

## Ökologie
Die Küstenlinie der Straße von Cebu ist auf der Seite der Insel Cebu relativ geradlinig, auf der Seite von Bohol sind der Küste zahlreiche Inseln vorgelagert, wie die Insel Cabilao, und die Küstenlinie weist zahlreiche Buchten auf, in denen sich große Mangrovenwälder ausbreiten. In diese Buchten erfolgt der Hauptsüßwasserzufluss in der Meeresstraße. Die Mangrovenwälder bedecken eine Fläche von 10,9 km² und sind durchsetzt mit der Nipapalme (Nypa fruticans). Korallenriffe belegen insgesamt eine Fläche 158,6 km² in der Meeresstraße, von denen aber nur 8 % in einem Zustand mit einer hohen Biodiversität bezeichnet werden.

## Wirtschaftliche Bedeutung
Die Straße von Cebu ist eine wichtige Wasserstraße, auf dem der Schiffsverkehr zwischen Cebu City und den nördlich gelegenen Hafenstädten Iloilo City und Manila, sowie den im Süden gelegenen Städten Dumaguete und Cagayan de Oro abgewickelt wird. Sie ist ein wichtiges Fischereigebiet der Philippinen und auf einer Fläche von 3,8 km² wurden Aquakulturen errichtet.

## Weblinks

Karte mit der „Bohol-Straße“ / „Straße von Cebu“ im Nordwesten der Boholsee